# Пьетт, Эдуар
Эдуар Луи Станислас Пьетт (фр. Édouard Louis Stanislas Piette, 11 марта 1827 года, Обиньи-ле-Поте — 5 июня 1906 года, Рюминьи) — французский археолог и исследователь доисторических времён.

## Биография
Учёный по призванию, в возрасте около 28 лет он проявил интерес к геологии. Пьетт изучал известняковые образования северо-восточной Франции и их окаменелости, и благодаря этому исследованию он впоследствии познакомился с палеонтологом Эдуардом Ларте и другими учёными. Во время пребывания на курорте Баньер-де-Люшон в центральных Пиренеях он заинтересовался гляциологией района и содержанием его многочисленных пещер.
В течение 1880-х и 1890-х годов он выполнял археологические работы на различных участках палеолита и мезолита на юго-западе Франции. Из своих раскопок в Ле-Мас-д’Азиле в 1887 году он вывел «азильскую культуру», чтобы соединить промежуток между местными фазами палеолита и мезолита. Кроме того, он предложил подразделение французского палеолита на миндалевидную, нипетическую и глиптическую фазы, но эта идея не была широко принята другими археологами.
В результате своих раскопок на юго-западе Франции он обнаружил многочисленные предметы доисторического искусства. Среди его открытий в пещере Мас-д’Азиль была статуэтка женщины, вырезанная из зуба лошади. В Гротт дю Пап около Брассемпуи были обнаружены фрагменты семи статуэток, включая так называемую Даму с капюшоном. Пьетт был одним из первых, кто поддержал подлинность и древность пещерного искусства Альтамиры.
Эдуар Пьетт занимал пост президента Исторического общества От-Пикарди, а также был членом Парижского антропологического общества и Геологического общества Франции.
В области палеонтологии Пьетт описал Cuphosolenus (1876), род вымерших морских улиток.

## Избранные труды
- Le lias inférieur de l’est de la France comprenant la Meurthe, la Moselle, le grand-duché de Luxembourg, la Belgique et la Meuse (с Олри Теркемом[англ.]), 1868 — Нижний Лиас[англ.] Восточной Франции, включая Мёрт[англ.], Мозель, Люксембург, Бельгию and Мёз.[9]
- Nomenclature des temps anthropiques primitifs, 1879 — Классификация примитивных человеческих эпох.
- Les subdivisions de l'époque magdalénienne et de l'époque néolithique, 1889 — Подразделения Мадленской и неолитической эпох.
- L'époque éburnéenne et les races humaines de la période glyptique, 1894 — Эбурнийская эра и человеческая раса глиптического периода.
- Une station sulistrienne à Gourdan, 1894.
- Les fouilles de Brassempouy en 1894 — Раскопки в Брассемпуи в 1894 году.
- Hiatus et lacune. Vestiges de la période de transition dans la grotte du Mas d’Azil, 1894 — Перерыв и разрыв. Остатки переходного периода, связанные с пещерой Мас-д’Азиль.
- La station de Brassempouy et les statuettes humaines de la période glyptique, 1895 — Участок Брассемпуи и статуэтки человека из глиптического периода.
- Les galets coloriés du Mas d’Azil, 1896 — Цветные камешки Мас-д’Азиль.
- Gravure du Mas d’Azil et statuettes de Menton, 1902 — Начертания из Мас-д’Азиль и статуэтки Ментоны.
- Notions complémentaires sur l’Azilien, 1904 — Дополнительные мысли относительно азильской культуры.
- L’art pendant l’age du Renne. Album de cent planches, 1907 — Искусство верхнего палеолита.[7][10]

С эпиграфистом Жюльеном Саказ Пьетт является соавтором La Montagne d’Espiaup (1877) и Les monuments de la montagne d’Espiaup (Pyrénées) (1878).